# Gerichtsbezirk Telfs
Der Gerichtsbezirk Telfs ist ein dem Bezirksgericht Telfs unterstehender Gerichtsbezirk im Bundesland Tirol. Er ist neben den Gerichtsbezirken Hall in Tirol und Innsbruck einer von drei Gerichtsbezirken im politischen Bezirk Innsbruck-Land.

## Geschichte
Der Gerichtsbezirk Telfs wurde durch eine 1849 beschlossene Kundmachung der Landes-Gerichts-Einführungs-Kommission geschaffen und umfasste ursprünglich die 15 Gemeinden Flaurling, Hatting, Inzing, Leutasch, Ober- mit Unterperfuss, Oberhofen, Pettnau, Pfaffenhofen, Polling, Ranggen, Reith, Scharnitz, Seefeld, Telfs und Zirl.
Der Gerichtsbezirk Telfs bildete im Zuge der Trennung der politischen von der judikativen Verwaltung
ab 1868 gemeinsam mit den Gerichtsbezirken Hall, Mieders, Steinach und Innsbruck den Bezirk Innsbruck Umgebung,
wobei die Stadt Innsbruck als Statutarstadt eine eigene Bezirkshauptmannschaft erhielt.
Nach dem Ersten Weltkrieg wurde durch eine Verordnung der Bundesregierung vom 29. März 1923 der Gerichtsbezirk Mieders aufgelöst und das Gebiet dieses Gerichtsbezirks per 1. Juni 1923 dem Gerichtsbezirk Innsbruck zugewiesen.
Der Gerichtsbezirk Innsbruck wurde durch diese Maßnahme um die Gemeinden Ellbögen, Fulpmes, Kreith, Mieders, Neustift im Stubaital, Schönberg im Stubaital und Telfes im Stubai erweitert.
Durch eine Verordnung des Bundeskanzleramtes vom 13. Juli 1925 wurden die Gemeinden Arzl und Mühlau aus dem Gerichtsbezirk Hall in Tirol und die Gemeinden Leutasch, Reith bei Seefeld, Scharnitz und Seefeld in Tirol aus dem Gerichtsbezirk Telfs ausgeschieden und dem Gerichtsbezirk Innsbruck zugeschlagen.
Im Gegenzug wurde die Gemeinde Wildermieming per 1. September 1925 aus dem Gerichtsbezirk Silz (Bezirk Imst) ausgeschieden dem Gerichtsbezirk Telfs zugeschlagen.
Zwar wurde Wildermieming 1938 durch die nationalsozialistische Verwaltungsreform wieder aus dem Bezirk Innsbruck Umgebung ausgeschieden und dem Bezirk Imst angeschlossen,
die Gemeinde blieb jedoch Teil des Gerichtsbezirks Telfs und wurde per 1. Jänner 1947 wieder Teil des Bezirks Innsbruck-Land.

## Gerichtssprengel
Der Gerichtssprengel umfasst mit den 13 Gemeinden Flaurling, Hatting, Inzing, Oberhofen im Inntal, Oberperfuss, Pettnau, Pfaffenhofen, Polling in Tirol, Ranggen, Telfs, Unterperfuss, Wildermieming und Zirl Teile des Nordwestens des Bezirks Innsbruck-Land.